# Wiener Nordrand Schnellstraße
Droga ekspresowa S2 (Wiener Nordrand Schnellstraße) – droga ekspresowa w Austrii, w północnej części Wiednia.
29 czerwca 1993 roku została otwarta "Wiener Nordrand Bundesstraße" będąca przedłużeniem autostrady A23 do B8 (Wagramer Straße). Droga ta została wybudowana jako czteropasmowa, jednakże z kolizyjnymi krzyżowaniami na których zainstalowano sygnalizację świetlną. W roku 2002 zmieniono nazwę B302 na S2. Jednakże z uwagi na kolizyjne skrzyżowania nie wprowadzono obowiązku posiadania winiety na przejazd na tym odcinku. Rozbudowa drogi, jak również przebudowa istniejącego odcinka na bezkolizyjny rozpoczęła się we wrześniu 2007. 31 października 2009 roku otwarto 3 km odcinek łączący z drogą S1.  Inwestycję zakończono 18 grudnia 2009 roku.